# Wilhelm Waiblinger
Wilhelm Waiblinger (Heilbronn, 21 novembre 1804 – Roma, 17 gennaio 1830) è stato un poeta tedesco.

## Biografia
Studente di teologia del seminario di Tubinga, si occupò più volentieri di poesia e di letteratura, e visitò frequentemente tra il 1822 e il 1823 il poeta Friedrich Hölderlin, allora mentalmente malato, che viveva in una semi-reclusione nella casa del colto artigiano Ernst Zimmer, in riva al fiume Neckar, accompagnandolo a volte in passeggiate nei dintorni e lasciandone un ritratto nel suo Hölderlins Leben, Dichtung und Wahnsinn. Dopo aver viaggiato a lungo per l'Italia, la Svizzera e il Tirolo, nel 1827 Waiblinger lasciò Tubinga per l'Italia, stabilendosi a Roma, dove abitò in una casa tuttora esistente in via del Mascherone 62, e morendovi prematuramente di tubercolosi all'età di 25 anni. È sepolto nel Cimitero acattolico di Roma.

## Curiosità
Nella sua novella "Im Presselschen Gartenhaus", del 1913, Hermann Hesse descrive una visita a Hölderlin dei poeti Waiblinger e Eduard Mörike.

## Opere

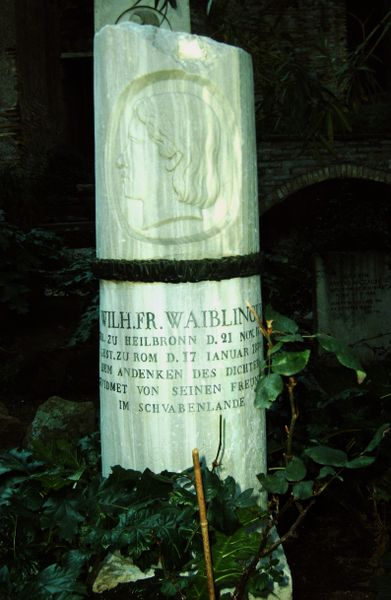
La tomba di Waiblinger nel Cimitero acattolico di Roma.

- Phaeton (1823), romanzo filosofico
- Erzählungen aus Griechenland (1823)
- Lieder der Griechen (1823)
- Drei Tage in der Unterwelt (1826)
- Blüten der Muße aus Rom (1829)
- Taschenbuch aus Italien und Griechenland (1829/1830)
- Gesammelte Werke (1839/1840)
- Gedichte (1844, a cura di Eduard Mörike)
- Bilder aus Neapel und Sizilien (1879)
- Werke und Briefe, a cura di Hans Königer, Band 1 - 5.2 / Tagebücher 1 und 2. Komplete Edition, Stuttgart, 2004 ISBN 3-7681-9823-5

### Traduzioni
- W. Waiblinger, Hölderlin: vita, poesia e follia, Milano, Adelphi, 1986 ISBN 88-7710-032-X
- W. Waiblinger, La favola della Grotta Azzurra, Capri, 2005